# شهرستان شمال غربی
شهرستان شمال غربی (به لاتین: Nord-Ouest Department) یک شهرستان در هائیتی است.

## خصوصیات
شهرستان شمال غربی ۲٬۱۰۲٫۸۸ کیلومترمربع مساحت و ۷۲۸٬۸۰۷ نفر جمعیت دارد.